# Albert Moragues Gomila
Pour les articles homonymes, voir Moragues.
Albert Moragues Gomila, né le 26 juin 1953 à Port Mahon, est un homme politique espagnol membre du Parti socialiste ouvrier espagnol (PSOE).

## Biographie
Membre du Parti socialiste, il fut vice-président du Conseil insulaire de Minorque entre 1987 et 1991, sous le mandat de Tirs Pons Pons, puis devint président de l'institution de juillet à septembre 1991. Il fut renversé par une motion de censure du Parti populaire, adoptée grâce à un transfuge socialiste, le 18 septembre 1991.
Le 9 juillet 2007, il est nommé conseiller à la Présidence dans le nouveau gouvernement régional dirigé par le socialiste Francesc Antich. Il le reste jusqu'en 2011.